# Trần Quý Kiên

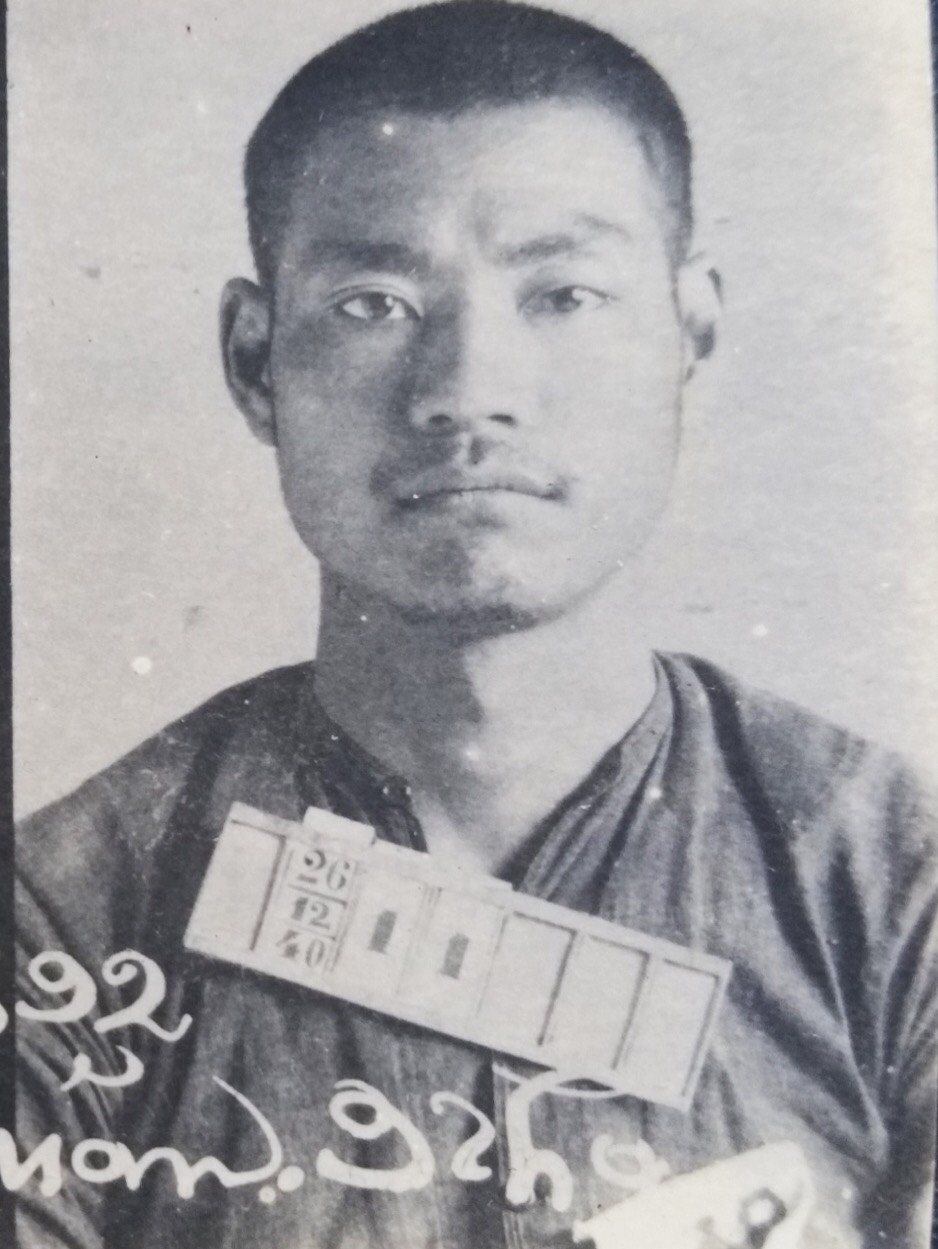
Trần Quý Kiên trong nhà tù thực dân Pháp năm 1940

Trần Quý Kiên (tên thật: Đinh Xuân Nhạ, bí danh: Dương Văn Ty) (1911-1965) là một nhà cách mạng Việt Nam. Ông thuộc lớp đảng viên đầu tiên của Đảng Cộng sản Việt Nam và là một nhà lãnh đạo quan trọng trong cuộc đấu tranh giành độc lập dân tộc. Ông từng giữ các chức vụ Bí thư Thành ủy Hà Nội, Thường Vụ Xứ ủy Bắc Kỳ; Bí thư khu ủy chiến khu Quang Trung; Bí thư Đảng ủy - Trưởng Ban căn cứ địa Trung ương ATK Việt Bắc; Thứ trưởng - Phó văn phòng Thủ tướng; Phó Ban Tổ chức Trung ương; Bí thư Đảng ủy khối các cơ quan Trung ương. Ông được nhà nước Việt Nam truy tặng Huân chương Sao Vàng.

## Tiểu sử

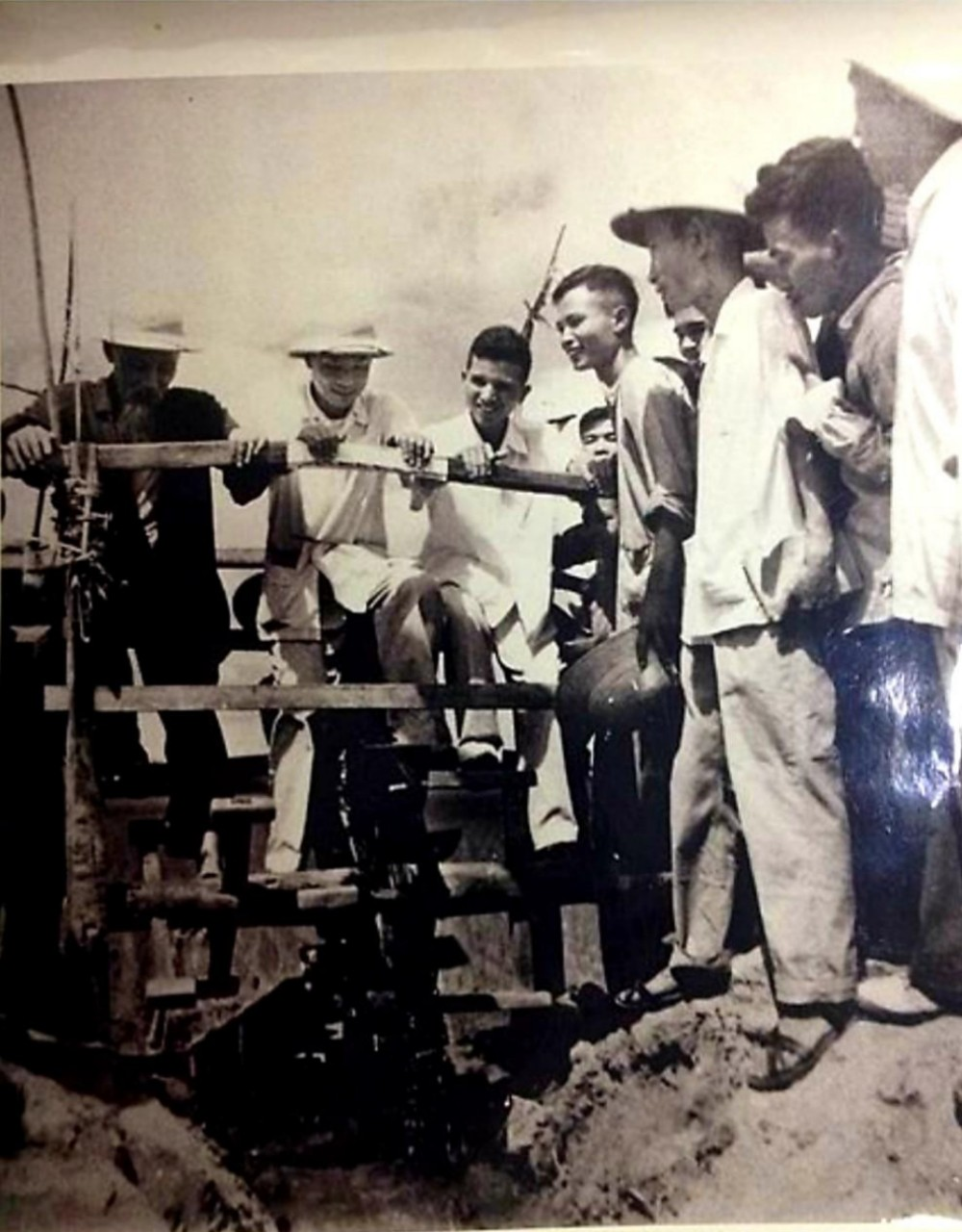
Ông Trần Quý Kiên (ngồi giữa) đi công tác với Hồ Chí Minh

Ông tên thật là Đinh Xuân Nhạ, sinh năm 1911 tại Bến Nứa, Hà Nội. Quê gốc ông ở làng Phượng Vũ, xã Phượng Dực, huyện Phú Xuyên, tỉnh Hà Tây (nay là Hà Nội). Khi hoạt động cách mạng ông lấy bí danh là Trần Quý Kiên và Dương Văn Ty. Ông tham gia phong trào chống Pháp từ năm 1929, gia nhập Đảng Cộng sản tháng 5 năm 1930 ngay khi đảng mới thành lập. 
Tháng 6 năm 1930 ông là một trong ba đảng viên đầu tiên của Đội Tuyên truyền xung phong (Ban Tuyên giáo Thành ủy Hà Nội sau này) tham gia tuyên truyền vào dịp kỷ niệm lần thứ 13 Cách mạng Tháng Mười Nga. Ông bị thực dân Pháp truy lùng và bắt giam, tuyên án 10 năm tù khổ sai tại Nhà tù Hải Phòng, Nhà tù Hỏa Lò và Nhà tù Sơn La  rồi được thả cuối năm 1936. 
Ra tù ông cùng Nguyễn Văn Cừ và Nguyễn Văn Minh thành lập Ủy ban sáng kiến là cơ quan lãnh đạo lâm thời của Xứ ủy Bắc Kỳ và Thành ủy Hà Nội. Năm 1937 ông cùng Hoàng Quốc Việt tham gia tái lập Thành uỷ Hải Phòng và công nhận thành lập các chi bộ đảng ở Sơn Tây, Hà Đông năm 1938.
Từ năm 1938 đến 1940, ông được bầu vào ban lãnh đạo cao nhất là Ban Thường vụ Xứ Ủy Bắc Kỳ với Hoàng Văn Thụ và Lương Khánh Thiện rồi bị Pháp bắt lần thứ hai. Khi Nhật đảo chính Pháp vào năm 1945, ông đã cùng các đồng chí vượt ngục, sau đó giữ vai trò Bí thư Chiến khu Quang Trung (Hòa Bình, Ninh Bình, Thanh Hóa) và hai tỉnh Sơn La và Lai châu với bí danh Dương Văn Ty.
Cuối năm 1946 do sức khỏe yếu, ông về làm Bí thư tỉnh Quảng Yên, rồi Uỷ viên thường vụ Liên Khu 3, phụ trách liên tỉnh Hải Dương - Hưng Yên và Kiến An - Thái Bình. Tới năm 1948 thì làm Trưởng ban Kiểm tra Đảng ủy LK3 (gồm 12 tỉnh đồng bằng bắc bộ và 1 tỉnh miền núi là Hoà Bình). Đến tháng 7 năm 1949, ông phụ trách xây dựng ban Căn cứ địa Trung ương, làm Bí thư Đảng ủy ATK Việt Bắc (gồm 6 tỉnh Cao Bằng, Bắc Kạn, Thái Nguyên, Lạng Sơn, Tuyên Quang, Hà Giang).
Tháng 11 năm 1950 ông giữ chức Bí thư đầu tiên của đảng ủy Khối các cơ quan Dân Chính Đảng Trung ương, đồng thời là Thứ trưởng - Phó văn phòng Thủ tướng Chính phủ. Vào tháng 4 năm 1951, ông được bổ nhiệm là Phó Trưởng ban Tổ chức TƯ Đảng.
Cuối năm 1952, do bệnh nặng sau nhiều năm hoạt động cách mạng liên tục, ông được Đảng và Chính phủ đưa đi chữa bệnh ở nước ngoài một thời gian dài. Khi về nước, ông nhận trách nhiệm thay mặt Chủ tịch nước và Thủ tướng đi điều tra sửa sai trong công tác cải cách ruộng đất tại tỉnh Vĩnh Phúc.
Năm 1958 ông là Bí thư Đảng Đoàn, Thứ trưởng thứ nhất Bộ Thủy lợi và điện lực.
Ông mất tại Hà Nội năm 1965 do bệnh nặng.

## Vinh danh

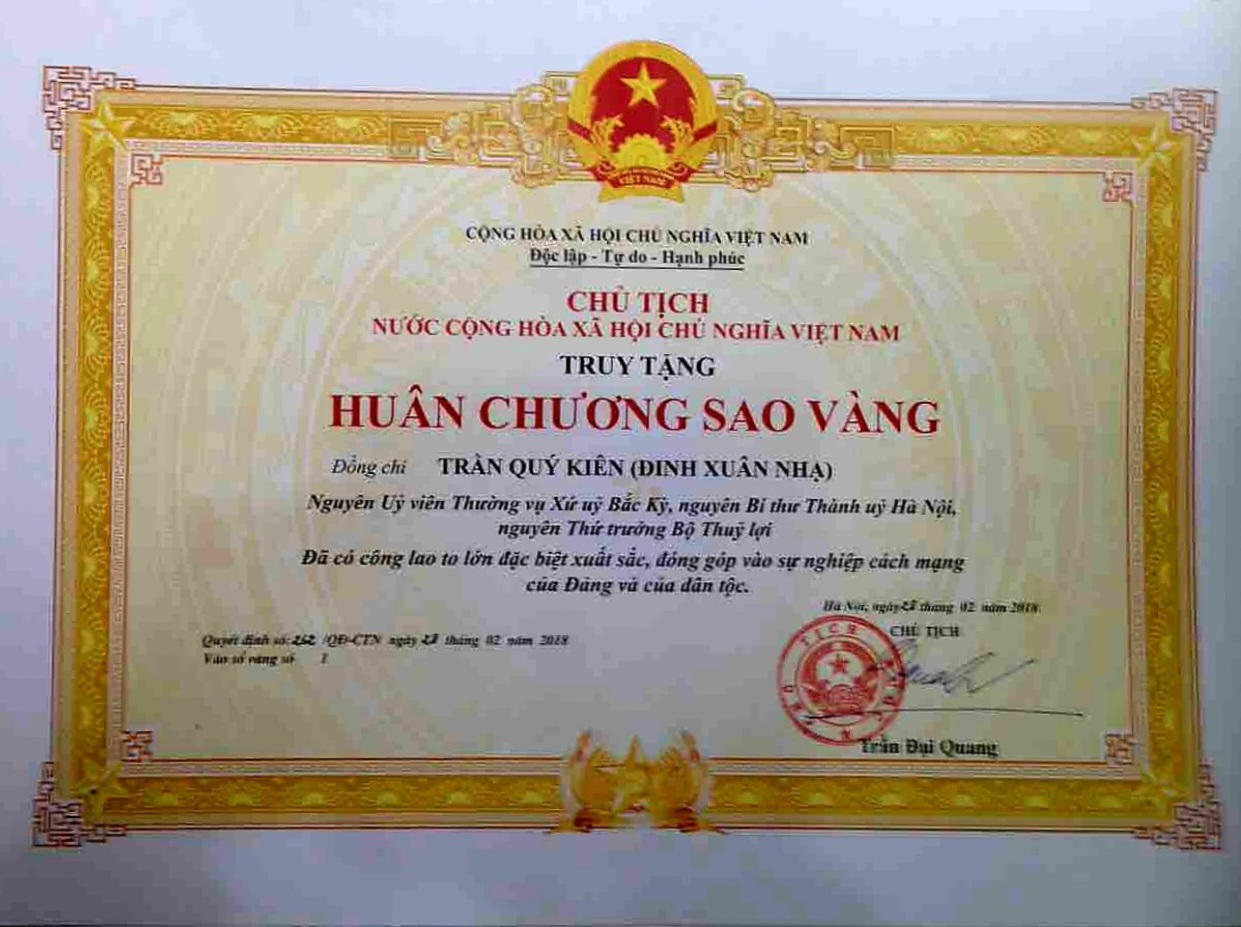
Huân chương Sao Vàng truy tặng Trần Quý Kiên

Tên ông được đặt cho một con đường tại Hà Nội (nối từ đường Cầu Giấy đến đường Trần Đăng Ninh). Đồng thời chính quyền thành phố Hồ Chí Minh cũng đã đặt tên ông cho một con đường đi dọc theo sông Sài Gòn tại Thành phố Thủ Đức (trước đây là khu vực thuộc Quận 2 cũ) có cây cầu đi ngang qua đảo kim cương. Ông cũng đã có tên trong quỹ tên đường của các tỉnh Quảng Ninh, Sơn La, Thanh Hóa và Đà Nẵng.

### Huân chương
- Huân chương Sao Vàng[25]
- Huân chương Hồ Chí Minh[26]
- Huân chương Kháng chiến hạng nhất
- Huân chương Lao động hạng nhất.[27]

## Gia đình
Vợ ông là bà Lê Thị Tấn (tức Nguyễn Thị Đáp). Bà đã một mình thay ông đùm bọc nuôi dạy sáu người con trưởng thành khôn lớn. Bà cũng là một chiến sĩ cách mạng được trao tặng Huân chương Kháng chiến hạng nhất, Huy chương Kháng chiến hạng nhất và Huy hiệu 70 năm tuổi Đảng.